# 산란관

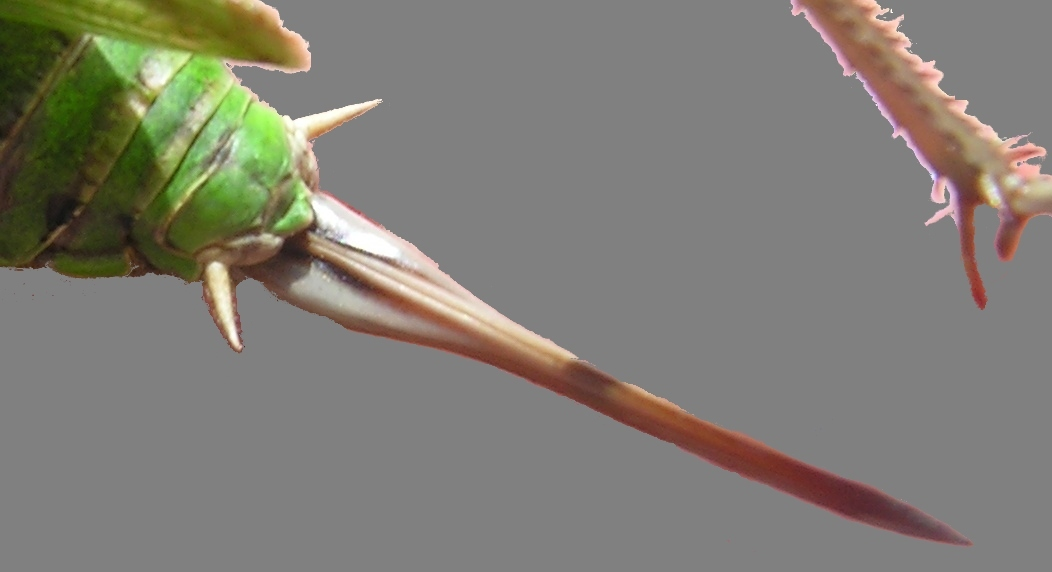
긴뿔메뚜기의 산란관(두 개의 미늘도 보인다.)

산란관은 일부 동물, 특히  곤충이 알을 낳는 데 사용하는 관 모양의 기관이다. 곤충에서 산란관은 최대 세 쌍의 부속지로 구성된다. 산란관의 세부 구조와 형태는 다양하지만, 일반적으로는 알을 놓을 장소를 준비하고, 알을 전달하고, 적절한 위치에 놓는 기능에 적응된 형태를 띤다. 대부분의 곤충은 이 기관을 단지 알을 어떠한 표면에 붙이는데 사용하지만, 많은 기생성 종(주로 말벌과 다른 벌목)의 경우, 이 기관은 뚫는 기관이기도 하다.

일부 산란관은 사용하지 않을 때 부분적으로만 수축되며, 바깥으로 튀어나온 기부 부분을 scape 라고 하며, 더 구체적으로는 oviscape 라고 한다.  scape라는 단어는 라틴어로 "줄기" 또는 "축"을 뜻하는 scāpus 에서 유래한다.